# Киселів
Киселі́в — село в Україні, у Веренчанській сільській громаді Чернівецького району Чернівецької області.

## Географія
На північ від села розташований Киселівський дендрологічний парк «Гайдейка». Середня висота над рівнем моря: 244 м. Через село протікає річка Совиця

## Історія
З 24 серпня 1991 року Киселів у складі незалежної України.
12 червня 2020 року, в ході децентралізації, село увійшло до Веренчанської сільської громади.
17 липня 2020 року, в результаті адміністративно-територіальної реформи та ліквідації Кіцманського району, село увійшло до складу Чернівецького району.

## Населення

### Мова
Розподіл населення за рідною мовою за даними перепису 2001 року:
| Мова       | Кількість | Відсоток |
| ---------- | --------- | -------- |
| українська | 2866      | 99.76%   |
|            |           |          |
|            |           |          |
|            |           |          |
|            |           |          |

### Перепис населення Румунії 1930
Національний склад населення за даними перепису 1930 року у Румунії:
| Національність | Кількість осіб | Відсоток |
| -------------- | -------------- | -------- |
| українці       | 2527           | 94,29 %  |
| євреї          | 113            | 4,22 %   |
| румуни         | 23             | 0,86 %   |
| поляки         | 14             | 0,52 %   |
| не вказали     | 3              | 0,11 %   |

Мовний склад населення за даними перепису 1930 року:
| Мова       | Кількість осіб | Відсоток |
| ---------- | -------------- | -------- |
| українська | 2538           | 94,70 %  |
| їдиш       | 109            | 4,07 %   |
| румунська  | 15             | 0,56 %   |
| польська   | 11             | 0,41 %   |
| німецька   | 4              | 0,15 %   |
| не вказали | 3              | 0,11 %   |

## Особистості
- Кушнірюк Віталій Васильович (23.07.1947) — живописець. Член Спілки художників України (1989). Заслужений удожник України (2010). Народився 23 липня 1947 р. в селі Киселів. Закінчив Одеський державний педагогічний інститут ім. Костянтина Ушинського (1973). Основні твори: «Натюрморт воєнних часів» (1974), «Народний умілець» (1974), «Зима» (1976), «Портрет будівельника Б. Браша» (1983), «Портрет ветерана війни Д. Дребота» (1984).
- Філіпчук Василь Олександрович (1971) — український дипломат.

## Пам'ятки
• Пам'ятник солдатам другої світової війни
• Пам'ятник загиблим євреям
• Старий цвинтар
• Церква св. Миколи
• Урочище «Ізвір»
• Киселівський дендрологічний парк «Гайдейка»
• Скульптура лева в дендрологічному парку «Гайдейка»
• Турецька криниця в дендрологічному парку «Гайдейка»

## Галерея

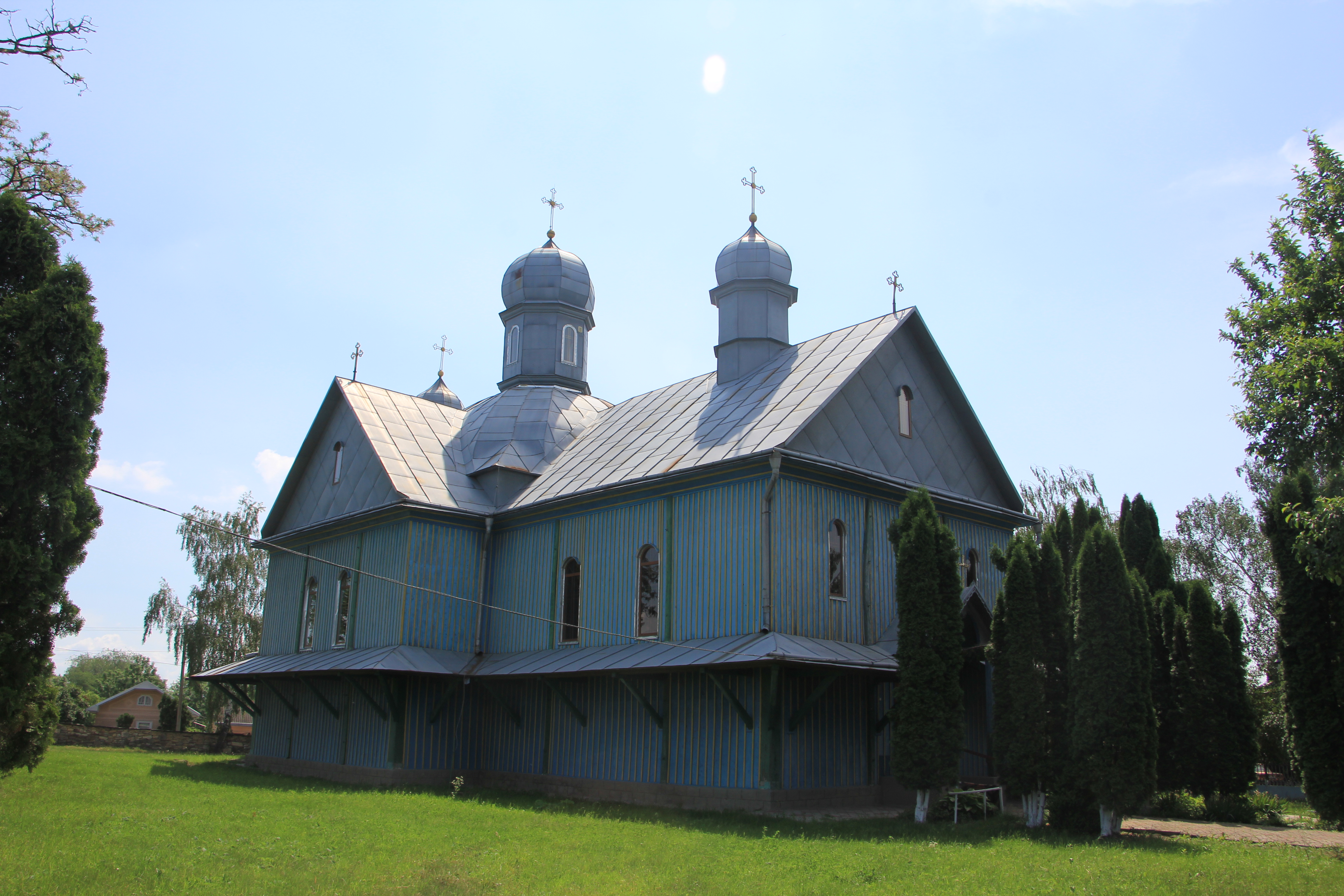
Церква Св. Миколи 1848 в с. Киселів
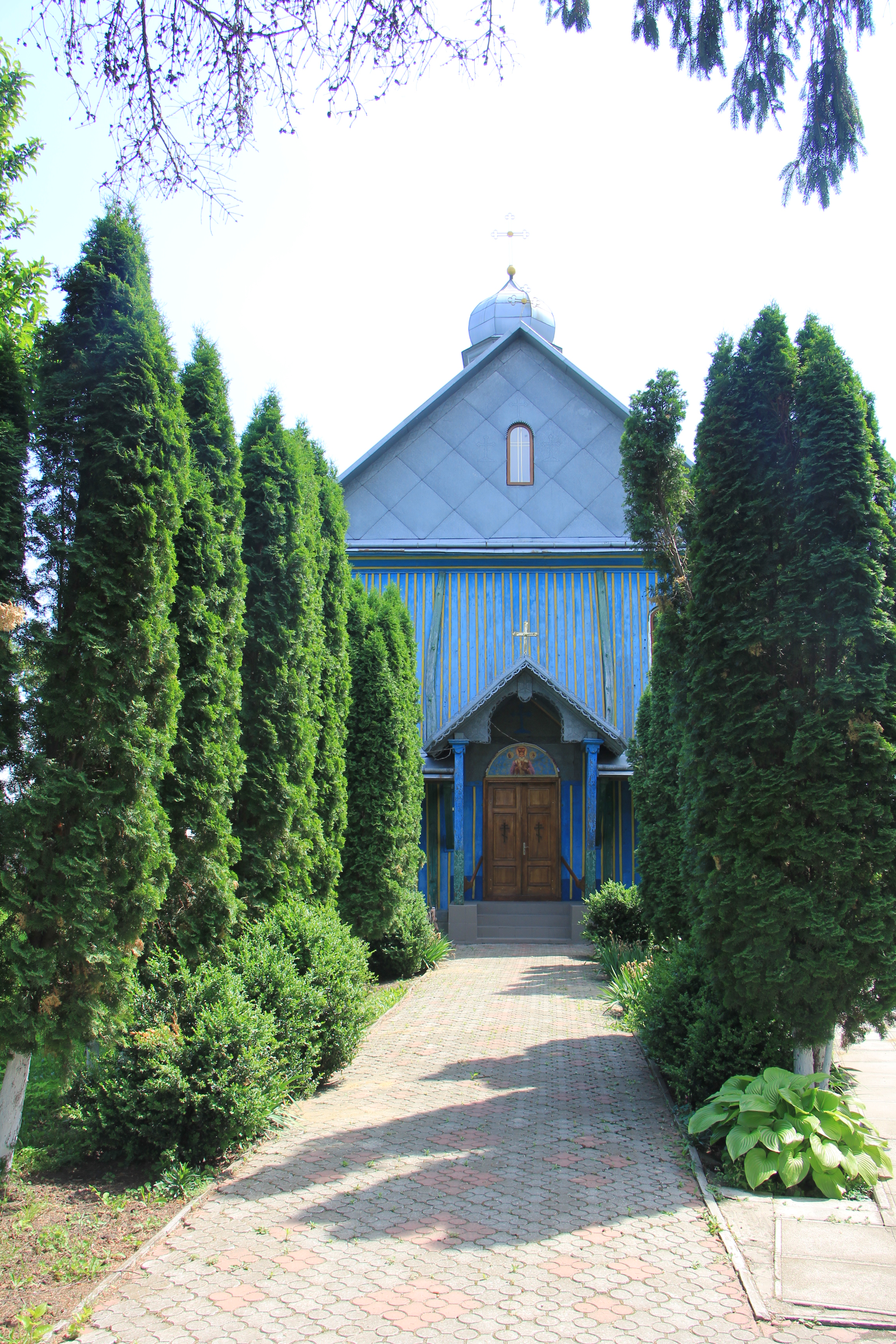
Церква Св. Миколи 1848 в с. Киселів